# 豆柴の大群
豆柴の大群（まめしばのたいぐん）は、TBSテレビのバラエティ番組『水曜日のダウンタウン』の企画である「MONSTER IDOL」から誕生したアイカ・ザ・スパイ、ナオ・オブ・ナオ、レオナエンパイア、モモチ・ンゲール、ハナエモンスターからなる日本の5人組女性アイドルグループ。所属事務所は株式会社WACK。所属レーベルはavex trax。安田大サーカスのクロちゃんがプロデューサーを務めている(水曜日のダウンタウンより)。ファンの総称は「豆粒」（「豆柴の大群都内某所 a.k.a. MONSTERIDOL」時代は「テイマー」）。

## 概要
2019年、TBSテレビ『水曜日のダウンタウン』の企画「MONSTER IDOL（モンスターアイドル）」内で誕生。グループ名を「豆柴の大群」としデビューした。同年12月19日に1stシングル「りスタート」を発売。発売当初はアイカ、ナオ、ハナエ、ミユキの4名での活動であったが、同年12月25日よりカエデを加えた5人で活動することとなる。
2020年になり、「アイカ・ザ・スパイ」、「ナオ・オブ・ナオ」、「ミユキエンジェル」、「カエデフェニックス」、「ハナエモンスター」と改名した。同年3月17日からは毎週火曜日にYouTube動画を投稿するようになった。同年10月9日からは毎週金曜日に変更し投稿を続けている。同年10月7日にはメジャー1stシングル「AAA（トリプルエー）」を発売した。同年12月19日に1st写真集「発芽」を発売した。
2021年1月20日にMajor 1st Album「まめジャー！」を発売した。
2022年12月17日にはMUST CHANGE TOUR FiNALの終了をもってカエデフェニックスが脱退した。
2023年1月6日、りりりスタートにてモモチ・ンゲールとレオナエンパイアが加入し6人体制となった。
12月25日をもってミユキエンジェルとハナエモンスターが脱退。
2024年1月6日より「都内某所」と合併し、グループ名を「豆柴の大群都内某所 a.k.a. MONSTERIDOL」に改名。
2025年1月8日に放送された『水曜日のダウンタウン』にて、元メンバーであるハナエモンスターを再びメンバーに追加し、グループ名を「豆柴の大群」に戻すことが発表された。

## 沿革

### 2019年
- 11月6日 - TBSテレビ「水曜日のダウンタウン」の企画「MONSTER IDOL（モンスターアイドル）」内で始動。初代プロデューサーは、クロちゃん（安田大サーカス）。オーディションによってメンバー選考を行い、候補生を16名から8名に絞り、沖縄県で合宿型オーディションを行い、その8名から最終的にメンバー4名が選出された。WACK全面協力の元、曲は松隈ケンタ（SCRAMBLES）、ダンスはアイナ・ジ・エンド（BiSH）、歌詞は渡辺淳之介、衣装は外林健太がサポートを行い、クロちゃんがすべてをプロデュースした。合格者はアイカ、ナオ、ハナエ、ミユキの4名、WACK所属となりデビュー。

- 12月18日 - グループ名を「豆柴の大群」とする。2019年12月19日に全国のタワーレコード限定[17]で、1stシングル「りスタート」を続行ver.・解任ver.・解任&罰ver.の3形態で発売。最も売れたCDの形態により、クロちゃんのプロデューサーとしての今後を決めることとなった[5]。
- 12月19日 - 1stシングル「りスタート」発売。タワーレコード渋谷店でメンバーとクロちゃんが無料握手会を事前告知無しで開催[18][19][20]。
- 12月20日 - 12月24日 - 「りスタート」発売記念イベントにて、メンバーが全国28か所のタワーレコードに散らばり特典会を開催[17]。
- 12月25日 - デビューシングル「りスタート」が6.4万枚を売り上げオリコン・ウィークリーランキング1位を獲得[21]。12月25日の『水曜日のダウンタウン』生放送において各形態の売り上げ枚数が発表され、続行ver.が2万3828枚、解任ver.が1万8231枚、解任＆罰ver.が3万1736枚となった結果、クロちゃんのプロデューサー解任と合宿最終日に不合格となったカエデの加入が決定[注釈 1]。今後はクロちゃんに変わって所属事務所のWACKのもと活動を行うことになった。クロちゃんはCDの売り上げ枚数の結果により罰が執行された[6][22]。

### 2020年
- 1月1日 - メンバー全員の改名及び、新アーティスト写真を発表[7]。アイカが「アイカ・ザ・スパイ」、ナオが「ナオ・オブ・ナオ」、ミユキが「ミユキエンジェル」、カエデが「カエデフェニックス」に改名し、ハナエはWAggでの活動時の「ハナエモンスター」に戻した。
- 1月3日 - 「WACKなりの甲子園」にて「豆柴の大群3カ条」をハナエモンスターから発表[3]。
  1. 豆柴の大群のファンの総称は“豆粒”。
  2. ライブの写真撮影はOK。録画・録音は禁止。
  3. ダイブ・リフト・サーフなどの危険行為は禁止。
- 2月12日 - 「水曜日のダウンタウン」にて、WACKプロデュースの「大丈夫サンライズ」とクロちゃんプロデュースの「ろけっとすたーと」両MVの1週間のYouTubeでの再生回数を競い、その結果によって豆柴の大群に関わるクロちゃんの今後が決まることが発表された。また、3月4日には2ndシングルとしてタワーレコード限定で2作同時発売された[23]。
- 2月20日 - YouTubeにて、再生回数対決の結果発表動画が公開。「ろけっとすたーと」が「大丈夫サンライズ」を上回り、クロちゃんのアドバイザー就任を発表[24]。
- 3月17日 - 毎週火曜日に公式YouTubeチャンネルにて、動画を配信開始[8]。
- 5月13日 - 初のワンマンライブ「豆柴の大群のスタート」を東京・マイナビBLITZ赤坂で開催予定[25]だっだが、新型コロナウィルスの影響により延期することが発表された[26]。
- 6月5日 - この日よりメンバーが毎週金曜にアプリ「SUGAR」使用にて配信を開始[27]。
- 6月10日 - 1stアルバム『スタート』発売[28]。
- 7月15日 - 延期されていた初のワンマンライブ「豆柴の大群のスタート」を東京・マイナビBLITZ赤坂で開催予定[28]だっだが、新型コロナウィルスの影響により中止となった。
- 8月5日 - 「水曜日のダウンタウン」の放送にて、10月7日にavex traxよりメジャーデビューを発表[29]。
- 10月4日 - 「TOKYO IDOL FESTIVAL オンライン 2020」に出演[30][31]。
- 10月6日 - オフィシャルファンクラブ「豆粒の大群」設立[32]。
- 10月7日 - メジャー1stシングル「AAA」発売[29][10]。
- 10月11日 - 東京ドームにて豆柴だらけの大運動会を開催。YouTube生配信され全国6都市18公演の「豆柴の大群　実力をしっかりとつけるツアー」の開催を発表[10][33][34]。
- 10月24日 - 中止になっていた初のワンマンライブ「豆柴の大群のりりスタート」を東京・昭和女子大学人見記念講堂にて実施[35][36]。
- 12月19日 - 1st写真集「発芽」発売[36]。
- 12月25日 - Major 1st Album「まめジャー！」を全国81店舗のダイソーで数量限定100円で先行販売する企画【#豆柴百均】を実施。メンバーもCD購入のため全国各地のダイソーを訪れた[37]。

### 2021年
- 1月20日 - メジャー1stアルバム『まめジャー!』発売[36][38]。
- 2月11日 - 「水曜日のダウンタウン」の「豆柴の大群“フィーチャリングゲスト”ランクアップチャレンジ[注釈 2]」により選ばれたファーストサマーウイカをゲストに迎えた配信限定シングル「らぶ地球」が配信開始[39]。
- 5月5日 - 2nd全国ツアー「豆柴大作戦〜掴み取れ豆粒の大群〜」を開催[40][41]。
- 7月14日 - EP「WOW!!シーズン」発売[42]。
- 10月3日 - 藤井健太郎を総合演出に迎えた豆柴の大群特別公演「豆柴の大群の疾走」を舞浜アンフィシアターにて開催[43]。
- 12月22日 - メジャー2ndシングル「昨日は戻らない/恋のフルスイング」発売[44]。
- 12月26日 - 豆柴の大群「あつまれ！学生の大群」「おいでよ！豆粒の大群」の開催を発表[45]。
- 12月29日 - 「#豆豆柴といっしょ」フォトコンテストを開催[46]。

### 2022年
- 2月28日 - 「豆柴全国巡業二○二二」の開催を発表[47]。
- 9月7日 - 4thシングル「MUST CHANGE」の発売が発表されたのと同時に、新メンバーオーディションを含めた企画「MUST CHANGE PROJECT」の始動が発表。12月7日に発売される4thシングル『MUST CHANGE』の各メンバーのCD予約・売上枚数、又9月10日より開催された「WE MUST CHANGE TOUR」での成長度合いを加味し、優勝メンバーはソロデビューする権利を獲得出来る。一方、CD予約・売上枚数や「WE MUST CHANGE TOUR」で成長が見えなかったメンバーは、新メンバー合宿オーディションに参加する事となる。[48][49]
- 11月25日 - カエデフェニックスが、12月17日のコンサートを最後にグループから脱退し、所属事務所のWACKから退所（事実上、芸能界引退）することが発表された[50]。
- 12月10日 - 「MUST CHANGE」のリリースイベントと特設サイトにて「MUST CHANGE PROJECT」の最終結果が発表され、ナオ・オブ・ナオのソロデビューが決定した。[51]また、12月11日から行われる新メンバー合宿オーディションには既に脱退が発表されたカエデフェニックスを除く全メンバー、ナオ・オブ・ナオ、ミユキエンジェル、ハナエモンスター、アイカ・ザ・スパイが自ら合宿に参加する意思を表明した。[52]
- 12月11日 - 12月14日、新メンバー合宿オーディションである「豆柴の大群なりの合宿」が開催[53]。

- 12月17日 、東京・ヒューリックホールで開催された「WE MUST CHANGE TOUR FiNAL」でカエデフェニックスが脱退し、豆柴の大群なりの合宿の結果、レオナとモモカの合格が発表された[12]。

### 2023年
- 1月6日、東京・UNITで開催された「豆柴の大群りりりスタート」でレオナエンパイアとモモチ・ンゲールが加入し6人体制となった[13]。
- 12月24日、東京・ステラボールで開催された結成4周年記念ライブ「ら：すたーと」を開催。[15]
- 12月25日、東京・Spotify O-WESTで開催された「豆柴の大群 わんわん感謝祭～本当の結成日メリクリわっしょい～」をもってミユキエンジェルとハナエモンスターがグループを脱退し、所属事務所のWACKから退所[14]。

### 2024年
- 1月6日、東京・下北沢SHELTERで開催された東名阪ツアー「MONSTERIDOL TOUR」において、「都内某所」と合併し、「豆柴の大群都内某所 a.k.a. MONSTERIDOL」に改名[15]。
- 3月31日、ミクの脱退と所属事務所退社を発表[54]。

### 2025年
- 1月8日に放送された『水曜日のダウンタウン』にて、元メンバーであるハナエモンスターを再びメンバーに追加し、グループ名を「豆柴の大群」に戻すことが発表された[16]。

## メンバー
| 名前               | 誕生日                 | 出身     | 担当色   | 担当色 | 備考                                                                                              |
| ------------------ | ---------------------- | -------- | -------- | ------ | ------------------------------------------------------------------------------------------------- |
| アイカ・ザ・スパイ | 1999年8月3日（25歳）   | 愛知県   | 赤       |        |                                                                                                   |
| ナオ・オブ・ナオ   | 1999年8月20日（25歳）  | 北海道   | 青       |        | WACK合同オーディション2019参加者（当時の仮名はバシヤスメ・アツコ） TIF2021よりSAiNT SEXのメンバー |
| レオナエンパイア   | 1998年8月9日（26歳）   | 徳島県   | ゴールド |        | 豆柴の大群なりの合宿参加者（当時の仮名はレオナ） 2023年1月6日加入                                 |
| モモチ・ンゲール   | 2000年1月6日（25歳）   | 宮城県   | シルバー |        | 豆柴の大群なりの合宿参加者（当時の仮名はモモカ） 2023年1月6日加入                                 |
| ハナエモンスター   | 2000年12月28日（24歳） | 神奈川県 | 黄緑     |        | WAggから昇格 2023年12月25日脱退 2025年1月8日復帰                                                  |

### 旧メンバー
| 名前               | 誕生日                | 出身   | 担当色   | 担当色 | 備考                                                               |
| ------------------ | --------------------- | ------ | -------- | ------ | ------------------------------------------------------------------ |
| カエデフェニックス | 1998年10月4日（26歳） | 北海道 | 紫       |        | 2019年12月25日加入 2022年12月17日脱退                              |
| ミユキエンジェル   | 2000年11月8日（24歳） | 埼玉県 | ピンク   |        | 2023年12月25日脱退 2025年1月よりZOCXの天國3ゅ姫として活動          |
| ミク               |                       |        | オレンジ |        | 2024年1月6日、都内某所との合併に伴い加入 2024年3月31日、脱退・退社 |

## 作品
順位はオリコン・ウィークリーランキング最高順位。

## タイアップ
| 楽曲                                | タイアップ                                                   | 収録作品             |
| ----------------------------------- | ------------------------------------------------------------ | -------------------- |
| 豆柴の大群- お送りするのは人生劇場- | 朝日放送『今ちゃんの「実は…」』2020年7月度エンディングテーマ | アルバム「スタート」 |

## ライブ・イベント

### ライブ

#### ワンマン
| 公演名                                                      | 公演日                | 会場                                    | 備考                                                                        |
| 「豆柴の大群（1期）」                                       | 「豆柴の大群（1期）」 | 「豆柴の大群（1期）」                   | 「豆柴の大群（1期）」                                                       |
| ----------------------------------------------------------- | --------------------- | --------------------------------------- | --------------------------------------------------------------------------- |
| 豆柴の大群のりりスタート                                    | 2020年10月24日        | 東京・昭和女子大学人見記念講堂          | 昼・夜公演 PIA LIVE STREAMにて有料配信                                      |
| 実力をしっかりとつけるツアー                                | 2020年11月23日        | 大阪・LIVE SQUARE 2nd LINE              | 3部公演                                                                     |
| 実力をしっかりとつけるツアー                                | 2020年12月13日        | 福岡・DRUM Be-1                         | 3部公演                                                                     |
| 実力をしっかりとつけるツアー                                | 2020年12月20日        | 宮城・LIVE HOUSE enn 2nd                | 3部公演                                                                     |
| 実力をしっかりとつけるツアー                                | 2020年12月26日        | 愛知・新栄DAYTRIVE                      | 3部公演                                                                     |
| 実力をしっかりとつけるツアー                                | 2021年1月10日         | 東京・duo MUSIC EXCHANGE                | 3部公演                                                                     |
| 実力をしっかりとつけるツアー                                | 2021年2月6日          | 北海道・cube garden                     | 2020年11月21日の振替公演 3部公演                                            |
| 豆柴大作戦 〜掴み取れ豆粒の大群〜                           | 2021年5月9日          | 広島・SECOND CRUTCH                     | 2部公演                                                                     |
| 豆柴大作戦 〜掴み取れ豆粒の大群〜                           | 2021年5月15日         | 新潟・NEXS NIIGATA                      | 2部公演                                                                     |
| 豆柴大作戦 〜掴み取れ豆粒の大群〜                           | 2021年5月23日         | 福岡・DRUM LOGOS                        | 2部公演                                                                     |
| 豆柴大作戦 〜掴み取れ豆粒の大群〜                           | 2021年6月5日          | 香川・DIME                              | 2部公演                                                                     |
| 豆柴大作戦 〜掴み取れ豆粒の大群〜                           | 2021年6月13日         | 宮城・Rensa                             | 2部公演                                                                     |
| 豆柴大作戦 〜掴み取れ豆粒の大群〜                           | 2021年6月20日         | 愛知・NAGOYA CLUB QUATTRO               | 2部公演                                                                     |
| 豆柴大作戦 〜掴み取れ豆粒の大群〜                           | 2021年6月27日         | 北海道・PENNY LANE 24                   | 2部公演                                                                     |
| 豆柴大作戦 〜掴み取れ豆粒の大群〜                           | 2021年7月4日          | 大阪・UMEDA CLUB QUATTRO                | 2021年7月4日の振替公演 2部公演                                              |
| 豆柴大作戦 〜掴み取れ豆粒の大群〜                           | 2021年7月15日         | 東京・Zepp Tokyo                        | 1部公演                                                                     |
| 豆柴大作戦 〜掴み取れ豆粒の大群〜                           | 2021年8月21日         | 沖縄・Output                            | 2021年7月24日の振替公演 1部公演 ファンクラブパックツアー                    |
| 豆柴の大群「あつまれ！学生の大群」「おいでよ！豆粒の大群」  | 2022年2月13日         | 愛知・新栄DAYTRIVE                      | 1部公演は中学生以上の学生 2部公演は豆柴の大群公式FC「豆粒の大群」の会員限定 |
| 豆柴の大群「あつまれ！学生の大群」「おいでよ！豆粒の大群」  | 2022年2月20日         | 大阪・LIVE SQUARE 2nd LINE              | 1部公演は中学生以上の学生 2部公演は豆柴の大群公式FC「豆粒の大群」の会員限定 |
| 豆柴の大群「あつまれ！学生の大群」「おいでよ！豆粒の大群」  | 2022年2月26日         | 東京・下北沢SHELTER                     | 1部公演は中学生以上の学生 2部公演は豆柴の大群公式FC「豆粒の大群」の会員限定 |
| 豆柴全国巡業二◯二二                                         | 2022年4月23日         | 福岡・DRUM Be-1                         |                                                                             |
| 豆柴全国巡業二◯二二                                         | 2022年4月30日         | 神奈川・F.A.D YOKOHAMA                  |                                                                             |
| 豆柴全国巡業二◯二二                                         | 2022年5月7日          | 石川・金沢AZ                            |                                                                             |
| 豆柴全国巡業二◯二二                                         | 2022年5月15日         | 埼玉・HEAVEN'S ROCK さいたま新都心 VJ-3 |                                                                             |
| 豆柴全国巡業二◯二二                                         | 2022年5月21日         | 広島・SECOND CRUTCH                     |                                                                             |
| 豆柴全国巡業二◯二二                                         | 2022年5月29日         | 宮城・JUNK BOX                          |                                                                             |
| 豆柴全国巡業二◯二二                                         | 2022年6月4日          | 大阪・UMEDA CLUB QUATTRO                |                                                                             |
| 豆柴全国巡業二◯二二                                         | 2022年6月11日         | 香川・高松MONSTER                       |                                                                             |
| 豆柴全国巡業二◯二二                                         | 2022年6月18日         | 千葉・柏PALOOZA                         |                                                                             |
| 豆柴全国巡業二◯二二                                         | 2022年6月25日         | 新潟・RED STAGE                         |                                                                             |
| 豆柴全国巡業二◯二二                                         | 2022年7月2日          | 愛知・Nagoya ReNY limited               |                                                                             |
| 豆柴全国巡業二◯二二                                         | 2022年7月9日          | 北海道・cube garden                     |                                                                             |
| 豆柴全国巡業二◯二二                                         | 2022年7月18日         | 東京・SHIBUYA CLUB QUATTRO              |                                                                             |
| 豆柴全国巡業二◯二二                                         | 2022年7月23日         | 沖縄・OutPut                            |                                                                             |
| 豆柴全国巡業二◯二二                                         | 2022年7月24日         | 沖縄・OutPut                            | 豆柴の大群公式FC「豆粒の大群」の会員限定                                    |
| WE MUST CHANGE TOUR                                         | 2022年9月10日         | 新潟・live Hall GOLDEN PIGS RED STAGE   |                                                                             |
| WE MUST CHANGE TOUR                                         | 2022年9月11日         | 長野・NAGANO CLUB JUNK BOX              |                                                                             |
| WE MUST CHANGE TOUR                                         | 2022年9月17日         | 愛知・THE BOTTOM LINE                   |                                                                             |
| WE MUST CHANGE TOUR                                         | 2022年9月18日         | 静岡・LIVE ROXY SHIZUOKA                |                                                                             |
| WE MUST CHANGE TOUR                                         | 2022年9月24日         | 福岡・DRUM Be-1                         |                                                                             |
| WE MUST CHANGE TOUR                                         | 2022年9月25日         | 熊本・熊本B.9 V2                        |                                                                             |
| WE MUST CHANGE TOUR                                         | 2022年10月1日         | 大阪・UMEDA CLUB QUATTRO                |                                                                             |
| WE MUST CHANGE TOUR                                         | 2022年10月2日         | 兵庫・太陽と虎                          |                                                                             |
| WE MUST CHANGE TOUR                                         | 2022年10月9日         | 愛媛・W studio RED                      |                                                                             |
| WE MUST CHANGE TOUR                                         | 2022年10月10日        | 香川・高松MONSTER                       |                                                                             |
| WE MUST CHANGE TOUR                                         | 2022年10月15日        | 神奈川・F.A.D YOKOHAMA                  |                                                                             |
| WE MUST CHANGE TOUR                                         | 2022年10月30日        | 宮城・JUNK BOX                          |                                                                             |
| WE MUST CHANGE TOUR                                         | 2022年11月5日         | 北海道・SPiCE SAPPORO                   |                                                                             |
| WE MUST CHANGE TOUR                                         | 2022年11月19日        | 広島・広島CAVE-BE                       |                                                                             |
| WE MUST CHANGE TOUR                                         | 2022年11月20日        | 岡山・岡山IMAGE                         |                                                                             |
| WE MUST CHANGE TOUR                                         | 2022年12月4日         | 千葉・柏PALOOZA                         |                                                                             |
| WE MUST CHANGE TOUR                                         | 2022年12月17日        | 東京・ヒューリックホール東京            | カエデフェニックスが脱退                                                    |
| 豆柴の大群のりりりスタート                                  | 2023年1月6日          | 東京・代官山UNIT                        | モモチ・ンゲールとレオナエンパイアが加入                                    |
| 豆柴の大群のザ･ベストライブ                                 | 2023年9月30日         | 東京・恵比寿ザ・ガーデンホール          | 1部公演                                                                     |
| 豆柴の大群のザ・ベスト10～10曲当てるまで帰れません～        | 2023年9月30日         | 東京・恵比寿ザ・ガーデンホール          | 2部公演                                                                     |
| 豆柴の大群のかわいいが好きなの？                            | 2023年10月15日        | 大阪・YES THEATER                       | 1部公演                                                                     |
| 豆柴の大群のかわいいが好きなの？                            | 2023年11月18日        | 愛知・今池ガスホール                    | 1部公演                                                                     |
| 豆柴の大群のかわいいが好きなの？                            | 2023年10月15日        | 大阪・YES THEATER                       | 2部公演                                                                     |
| 豆柴の大群のかわいいが好きなの？                            | 2023年11月18日        | 愛知・今池ガスホール                    | 2部公演                                                                     |
| 豆柴の大群4周年記念ライブ「ら:すたーと」                    | 2023年12月24日        | 東京・品川ステラボール                  |                                                                             |
| 豆柴の大群 わんわん感謝祭〜本当の結成日メリクリわっしょい〜 | 2023年12月25日        | 東京・Spotify O-WEST                    | ミユキエンジェルとハナエモンスターが脱退                                    |
| 「豆柴の大群都内某所 a.k.a. MONSTERIDOL」                   |                       |                                         |                                                                             |
| MONSTERIDOL TOUR                                            | 2024年1月6日          | 東京・下北沢SHELTER                     | 『豆柴の大群都内某所 a.k.a. MONSTERIDOL』として 新体制初東名阪ツアー        |
| MONSTERIDOL TOUR                                            | 2024年1月14日         | 愛知・新栄DAYTRIVE＆TRIM                | 『豆柴の大群都内某所 a.k.a. MONSTERIDOL』として 新体制初東名阪ツアー        |
| MONSTERIDOL TOUR                                            | 2024年1月28日         | 大阪・LIVE SQUARE 2nd LINE              | 『豆柴の大群都内某所 a.k.a. MONSTERIDOL』として 新体制初東名阪ツアー        |
| MONSTER VENOM TOUR                                          | 2024年5月26日         | 愛知・新栄シャングリラ                  |                                                                             |
| MONSTER VENOM TOUR                                          | 2024年6月9日          | 千葉・柏PALOOZA                         |                                                                             |
| MONSTER VENOM TOUR                                          | 2024年6月15日         | 北海道・SPiCE札幌                       |                                                                             |
| MONSTER VENOM TOUR                                          | 2024年6月30日         | 神奈川・F.A.D YOKOHAMA                  |                                                                             |
| MONSTER VENOM TOUR                                          | 2024年7月13日         | 香川・高松MONSTER                       |                                                                             |
| MONSTER VENOM TOUR                                          | 2024年7月14日         | 徳島・徳島club GRINDHOUSE               |                                                                             |
| MONSTER VENOM TOUR                                          | 2024年7月21日         | 大阪・梅田 Zeela                        |                                                                             |
| MONSTER VENOM TOUR                                          | 2024年7月27日         | 宮城・LIVE HOUSE enn 2nd                |                                                                             |
| MONSTER VENOM TOUR                                          | 2024年8月4日          | 埼玉・ HEAVEN'S ROCK熊谷VJ-1            |                                                                             |
| MONSTER VENOM TOUR                                          | 2024年8月12日         | 福岡・福岡DRUM Be-1                     |                                                                             |
| MONSTER VENOM TOUR                                          | 2024年8月18日         | 栃木・ HEAVEN'S ROCK宇都宮VJ-2          |                                                                             |
| MONSTER VENOM TOUR                                          | 2024年9月8日          | 東京・神田明神ホール                    |                                                                             |
| MONSTER VENOM TOUR                                          | 2024年9月22日         | 沖縄・沖縄output                        |                                                                             |
| MONSTER VENOM TOUR                                          | 2024年9月23日         | 沖縄・沖縄output                        |                                                                             |
| MONSTER NiGHT ～NiGHTMARE NiGHT～                           | 2024年10月30日        | 東京・Studio Freedom                    |                                                                             |
| 周年記念ライブ「突破」                                      | 2024年12月25日        | 東京・Spotify O-WEST                    |                                                                             |
| HAPPY NEW MONSTER NiGHT                                     | 2025年1月5日          | 東京・下北沢SHELTER                     |                                                                             |
| 「豆柴の大群（2期）」                                       |                       |                                         |                                                                             |
| マメージングカーニバル                                      | 2025年6月8日          | 東京・渋谷ストリームホール              | 1部公演                                                                     |
| 天下豆一                                                    | 2025年7月19日         | 沖縄・沖縄output                        | 1部公演                                                                     |
| 天下豆一                                                    | 2025年7月20日         | 沖縄・沖縄output                        | FC 会員限定イベント                                                         |
| 天下豆一                                                    | 2025年8月9日          | 栃木・ HEAVEN'S ROCK宇都宮VJ-2          | 2部公演                                                                     |
| 天下豆一                                                    | 2025年8月16日         | 大阪・LIVE SQUARE 2nd LINE              | 2部公演                                                                     |
| 天下豆一                                                    | 2025年8月30日         | 宮城・LIVE HOUSE enn 2nd                | 2部公演                                                                     |
| 天下豆一                                                    | 2025年9月7日          | 北海道・BESSIE HALL                     | 2部公演                                                                     |
| 天下豆一                                                    | 2025年9月21日         | 福岡・DRUM SON                          | 2部公演                                                                     |
| 天下豆一                                                    | 2025年9月27日         | 愛知・新栄DAYTRIVE                      | 2部公演                                                                     |
| 天下豆一                                                    | 2025年10月11日        | 東京・duo MUSIC EXCHANGE                | 2部公演                                                                     |

#### 対バン
| 公演名                                                | 公演日                | 会場                                           | 備考                                                                            |
| 「豆柴の大群（1期）」                                 | 「豆柴の大群（1期）」 | 「豆柴の大群（1期）」                          | 「豆柴の大群（1期）」                                                           |
| ----------------------------------------------------- | --------------------- | ---------------------------------------------- | ------------------------------------------------------------------------------- |
| WACK TOUR 2020 "WACK FUCKiN'PARTY"                    | 2020年2月8日          | 宮城・女川町生涯学習センターホール             | 出演者 : WACK所属アーティスト全組                                               |
| WACK TOUR 2020 "WACK FUCKiN'PARTY"                    | 2020年2月15日         | 福岡・Zepp Fukuoka                             | 出演者 : WACK所属アーティスト全組                                               |
| WACK TOUR 2020 "WACK FUCKiN'PARTY"                    | 2020年2月20日         | 東京・Zepp Tokyo                               | 出演者 : WACK所属アーティスト全組                                               |
| WACK TOUR 2020 "WACK FUCKiN'PARTY"                    | 2020年2月24日         | 北海道・Zepp Sapporo                           | 出演者 : WACK所属アーティスト全組                                               |
| WACK TOUR 2020 "WACK FUCKiN'PARTY"                    | 2020年2月29日         | 大阪・Zepp Osaka Bayside ※公演中止・無観客配信 | 出演者 : WACK所属アーティスト全組                                               |
| WACK TOUR 2020 "WACK FUCKiN'PARTY"                    | 2020年3月18日         | 東京・Zepp Tokyo ※公演中止・無観客配信         | 出演者 : WACK所属アーティスト全組                                               |
| "WACK FUCKiN' SORRY PARTY"                            | 2020年8月1日          | 神奈川・パシフィコ横浜 国立大ホール            | 無観客ライブをニコニコ生放送とPIA LIVE STREAMにて有料配信                       |
| WACK TOUR2021 “TO BE CONTiNUED WACK TOUR”             | 2021年1月30日         | 神奈川・KT Zepp Yokohama                       | 『BiSH』,『PARADISES』と共演                                                    |
| WACK TOUR2021 “TO BE CONTiNUED WACK TOUR”             | 2021年2月27日         | 宮城・仙台GIGS                                 | 『EMPiRE』と共演                                                                |
| WACK TOUR2021 “TO BE CONTiNUED WACK TOUR”             | 2021年3月18日         | 東京・Zepp Tokyo                               | 『EMPiRE』『PARADISES』,『WAgg』と共演                                          |
| "TOKYO BiSH SHiNE 7 代替公演"                         | 2021年8月18日         | 東京・Zepp Tokyo                               | 『EMPiRE』と共演                                                                |
| 豆柴48                                                | 2021年12月6日         | 大阪・Zepp Osaka Bayside                       | 対バン：STU48（川又あん奈・工藤理子・小島愛子・高雄さやか・田中美帆・吉崎凜子） |
| 豆柴48                                                | 2021年12月7日         | 名古屋・Zepp Nagoya                            | 対バン：カミングフレーバー（SKE48）                                             |
| 豆柴48                                                | 2021年12月17日        | 東京・Zepp Haneda                              | 対バン：IxR（AKB48）                                                            |
| WACK TOUR 2022 「WACK WACK SHiT TOUR」                | 2022年2月11日         | 北海道・Zepp Sapporo                           | 『BiSH』と共演                                                                  |
| WACK TOUR 2022 「WACK WACK SHiT TOUR」                | 2022年2月15日         | 東京・Zepp DiverCity                           | 『BiSH』,『EMPiRE』,『豆柴の大群』,『WAgg』と共演                               |
| WACK TOUR 2022 「WACK WACK SHiT TOUR "SHiT Premium"」 | 2022年2月28日         | 東京・Zepp Haneda                              |                                                                                 |
| BE AMBiTiOUS TOUR                                     | 2022年8月4日          | 東京・Spotify O-EAST                           | 『GANG PARADE』,『BiS』と共演                                                   |
| BE AMBiTiOUS TOUR                                     | 2022年8月9日          | 大阪・UMEDA CLUB QUATTRO                       | 『GANG PARADE』,『BiS』と共演                                                   |
| BE AMBiTiOUS TOUR                                     | 2022年8月10日         | 愛知・THE BOTTOM LINE                          | 『GANG PARADE』,『BiS』と共演                                                   |
| ごくごく豆柴わんわん倶楽部                            | 2022年11月18日        | 大阪・BananaHall                               | ジュースごくごく倶楽部との2マンライブ                                           |
| Even without BiSH, this is WACK                       | 2022年11月23日        | 千葉・幕張メッセイベントホール                 |                                                                                 |
| We will WACK you!! TOUR                               | 2023年1月10日         | 神奈川・KT Zepp Yokohama                       |                                                                                 |
| We will WACK you!! TOUR                               | 2023年1月15日         | 大阪・Zepp Osaka Bayside                       |                                                                                 |
| FUCK WATANABE TOUR                                    | 2023年1月16日         | 愛知・THE BOTTOM LINE                          |                                                                                 |
| FUCK WATANABE TOUR                                    | 2023年2月11日         | 東京・Spotify O-EAST                           |                                                                                 |
| MONSTERS FES                                          | 2023年2月25日         | 東京・日比谷野外大音楽堂                       | 『都内某所』と共演                                                              |
| We will WACK you!! TOUR FiNAL                         | 2023年2月26日         | 東京・日比谷野外大音楽堂                       |                                                                                 |
| MONSTERS TOUR                                         | 2023年4月30日         | 神奈川・YOKOHAMA Bay Hall                      | 『都内某所』と共演                                                              |
| MONSTERS TOUR                                         | 2023年5月7日          | 大阪・UMEDA CLUB QUATTRO                       | 『都内某所』と共演                                                              |
| MONSTERS TOUR                                         | 2023年5月14日         | 千葉・柏PALOOZA                                | 『都内某所』と共演                                                              |
| MONSTERS TOUR                                         | 2023年5月21日         | 栃木・HEAVEN'S ROCK 宇都宮 VJ-4                | 『都内某所』と共演                                                              |
| MONSTERS TOUR                                         | 2023年5月27日         | 岡山・YEBISU YA PRO                            | 『都内某所』と共演                                                              |
| MONSTERS TOUR                                         | 2023年5月28日         | 広島・Live space Reed                          | 『都内某所』と共演                                                              |
| MONSTERS TOUR                                         | 2023年6月4日          | 宮城・JUNK BOX                                 | 『都内某所』と共演                                                              |
| MONSTERS TOUR                                         | 2023年6月17日         | 静岡・LIVE ROXY SHIZUOKA                       | 『都内某所』と共演                                                              |
| MONSTERS TOUR                                         | 2023年6月18日         | 愛知・Nagoya ReNY limited                      | 『都内某所』と共演                                                              |
| MONSTERS TOUR                                         | 2023年7月1日          | 長野・NAGANO CLUB JUNK BOX                     | 『都内某所』と共演                                                              |
| MONSTERS TOUR                                         | 2023年7月2日          | 石川・金沢AZ                                   | 『都内某所』と共演                                                              |
| MONSTERS TOUR                                         | 2023年7月8日          | 熊本・B.9 V2                                   | 『都内某所』と共演                                                              |
| MONSTERS TOUR                                         | 2023年7月9日          | 福岡・DRUM Be-1                                | 『都内某所』と共演                                                              |
| MONSTERS TOUR                                         | 2023年7月22日         | 北海道・SPiCE SAPPORO                          | 『都内某所』と共演                                                              |
| MONSTERS TOUR                                         | 2023年8月19日         | 沖縄・沖縄Output                               | 『都内某所』と共演                                                              |
| MONSTERS TOUR                                         | 2023年8月20日         | 沖縄・沖縄Output                               | 『都内某所』と共演                                                              |
| MONSTERS TOUR FINAL                                   | 2023年8月16日         | 東京・なかのZERO大ホール                       | 『都内某所』と共演                                                              |
| 「豆柴の大群都内某所 a.k.a. MONSTERIDOL」             |                       |                                                |                                                                                 |
| VS VS SOMO-Road to LIQUIDROOM SP 2MAN                 | 2024年11月7日         | 東京・代官山SpaceODD                           | 対バン：SOMOSOMO                                                                |
| 「豆柴の大群（2期）」                                 |                       |                                                |                                                                                 |
| GAZE a part of WACK TOUR                              | 2025年2月8日          | 新潟・NEXS                                     | 対バン：ASP                                                                     |
| GAZE a part of WACK TOUR                              | 2025年2月16日         | 茨城・水戸ライトハウス                         | 対バン：BiTE A SHOCK                                                            |
| GAZE a part of WACK TOUR                              | 2025年2月24日         | 千葉・柏PALOOZA                                | 対バン：KiSS KiSS                                                               |
| Could you still be WACKiNG TOUR                       | 2025年1月11日         | 東京・日比谷野外大音楽堂                       |                                                                                 |
| Could you still be WACKiNG TOUR                       | 2025年1月19日         | 宮城・SENDAI GIGS                              |                                                                                 |
| Could you still be WACKiNG TOUR                       | 2025年3月22日         | 大阪・なんばHatch                              |                                                                                 |
| Could you still be WACKiNG TOUR                       | 2025年3月30日         | 愛知・Zepp Nagoya                              |                                                                                 |
| AGESTOCK2025                                          | 2025年3月2日          | 東京・国立代々木競技場 第一体育館              |                                                                                 |
| 隣の柴は青く見えるツアー                              | 2025年4月13日         | 愛知・名古屋JAMMIN’                            | 対バン：（1部: THE ENCORE / 2部: 手羽先センセーション）                         |
| 隣の柴は青く見えるツアー                              | 2025年4月29日         | 大阪・梅田Zeela                                | 対バン： （1部: かすみ草とステラ(2期生) / 2部: ナナコロビヤオキ）               |
| 隣の柴は青く見えるツアー                              | 2025年5月5日          | 東京・Spotify O-WEST                           | 対バン：かすみ草とステラ / FES☆TIVE / Task have Fun                             |

#### 定期公演
| 公演名                                      | 公演日         | 会場                  | 備考                                     |
| ------------------------------------------- | -------------- | --------------------- | ---------------------------------------- |
| 豆柴の大群の道玄坂PARTY VOL.1～豆MAPA～     | 2023年2月1日   | 東京・Spotify O-Crest | 対バン：MAPA 1月17日の振替公演           |
| 豆柴の大群の道玄坂PARTY VOL.2～豆ジャポ～   | 2023年2月3日   | 東京・Spotify O-nest  | 対バン：NEO JAPONISM                     |
| 豆柴の大群の道玄坂PARTY VOL.3～豆クマリ～   | 2023年3月3日   | 東京・Spotify O-nest  | 対バン：クマリデパート                   |
| 豆柴の大群の道玄坂PARTY VOL.4～豆でび～     | 2023年4月25日  | 東京・Spotify O-nest  | 対バン：Devil ANTHEM.                    |
| 豆柴の大群の道玄坂PARTY VOL.5～豆フルーツ～ | 2023年5月12日  | 東京・Spotify O-nest  | 対バン：FRUITS ZIPPER                    |
| 豆柴の大群の道玄坂PARTY VOL.6～豆なでしこ～ | 2023年6月5日   | 東京・Spotify O-nest  | 対バン：高嶺のなでしこ                   |
| 豆柴の大群の道玄坂PARTY VOL.7～豆じゃむ～   | 2023年7月10日  | 東京・Spotify O-nest  | 対バン：JamsCollection                   |
| 豆柴の大群の道玄坂PARTY VOL.8～豆タスク～   | 2023年8月26日  | 東京・Spotify O-nest  | 対バン：Task have Fun（1部）、BiS（2部） |
| 豆柴の大群の道玄坂PARTY VOL.9～豆ASP～      | 2023年9月20日  | 東京・Spotify O-nest  | 対バン：ASP                              |
| 豆柴の大群の道玄坂PARTY VOL.10～豆キャン～  | 2023年10月16日 | 東京・Spotify O-nest  | 対バン：真っ白なキャンバス               |
| 豆柴の大群の道玄坂PARTY VOL.11～豆ライフ～  | 2023年11月21日 | 東京・Spotify O-nest  | 対バン：iLiFE!                           |
| 豆柴の大群の道玄坂PARTY VOL.12～豆ギャン～  | 2023年12月17日 | 東京・Spotify O-nest  | 対バン：GANG PARADE                      |

### イベント
| 公演名                                    | 公演日                | 会場                    | 備考                              |
| 「豆柴の大群（1期）」                     | 「豆柴の大群（1期）」 | 「豆柴の大群（1期）」   | 「豆柴の大群（1期）」             |
| ----------------------------------------- | --------------------- | ----------------------- | --------------------------------- |
| WACKなりの甲子園                          | 2020年1月3日          | 東京・マイナビBLITZ赤坂 |                                   |
| TOKYO IDOL FESTIVAL オンライン 2020       | 2020年10月4日         | ー                      | 有料配信ライブ                    |
| 「豆柴の大群都内某所 a.k.a. MONSTERIDOL」 |                       |                         |                                   |
| TAMATAMA FESTIVAL 2024                    | 2024年10月19日        | 旧西落合中学校          | WACK EXHiBiTiON                   |
| TAMATAMA FESTIVAL 2024                    | 2024年10月20日        | 旧西落合中学校          | WACKなりの文化祭 WACKなりの運動会 |
| 「豆柴の大群（2期）」                     |                       |                         |                                   |
| ミステリアスパーティー inLiVE BUS         | 2025年7月2日          | 渋谷の路上              |                                   |
| 耐久オンラインイベント                    | 2025年7月5日          | Youtube                 |                                   |

## 受賞歴
- 第62回 日本レコード大賞 新人賞[77]

## 出演

### ラジオ
- 『SCHOOL OF LOCK!』内「豆柴LOCKS!」（TOKYO FM・JFN系列：毎週月曜 - 木曜 22:55 - 22:58、2020年4月1日 - 2022年9月29日）[78]
- しずる村上のWALK THIS 麺（2021年1月17日[79] - 2021年1月24日、AuDee） - ナオ・オブ・ナオのみ

### インターネットドラマ
- クロちゃんずラブ〜やっぱり、愛だしん〜 第4話（2023年3月24日、Paravi） - キャバ嬢 役[80]

### テレビドラマ
- Qrosの女 スクープという名の狂気 第1話（2024年10月7日、テレビ東京） - モンアイ 役[81]

## 書籍
- 豆柴の大群 1st写真集「発芽」（2020年12月19日、講談社、ISBN 978-4-06-522108-2）